# Josef Baudiš (keltista)
Josef Baudiš (27. srpna 1883, Praha - 4. května 1933, Bratislava) byl český keltista a indoevropeista, zakladatel české keltistiky.

## Život
Dne 24. října 1908 byl oddán v Praze u sv. Štěpána s Julií, roz. Jelínkovou (1882—??). Manželství pravděpodobně zůstalo bezdětné.
Od roku 1913 byl členem Královské irské akademie. Za první světové války se v Londýně účastnil československého odboje proti Rakousku-Uhersku. Od roku 1924 až do smrti byl řádným profesorem srovnávacího jazykozpytu indoevropského a všeobecného a filologie keltské na univerzitě Komenského v Bratislavě.